# Comuna Bucium, Alba
Bucium este o comună în județul Alba, Transilvania, România, formată din satele Anghelești, Bisericani, Bucium (reședința), Bucium-Sat, Cerbu, Ciuculești, Coleșeni, Dogărești, Ferești, Florești, Gura Izbitei, Helești, Izbicioara, Izbita, Jurcuiești, Lupulești, Măgura, Muntari, Petreni, Poiana, Poieni, Stâlnișoara, Valea Abruzel, Valea Albă, Valea Cerbului, Valea Negrilesii, Valea Poienii, Valea Șesii, Văleni și Vâlcea. Se află la 10 km est de orașul Abrud.

## Istoric

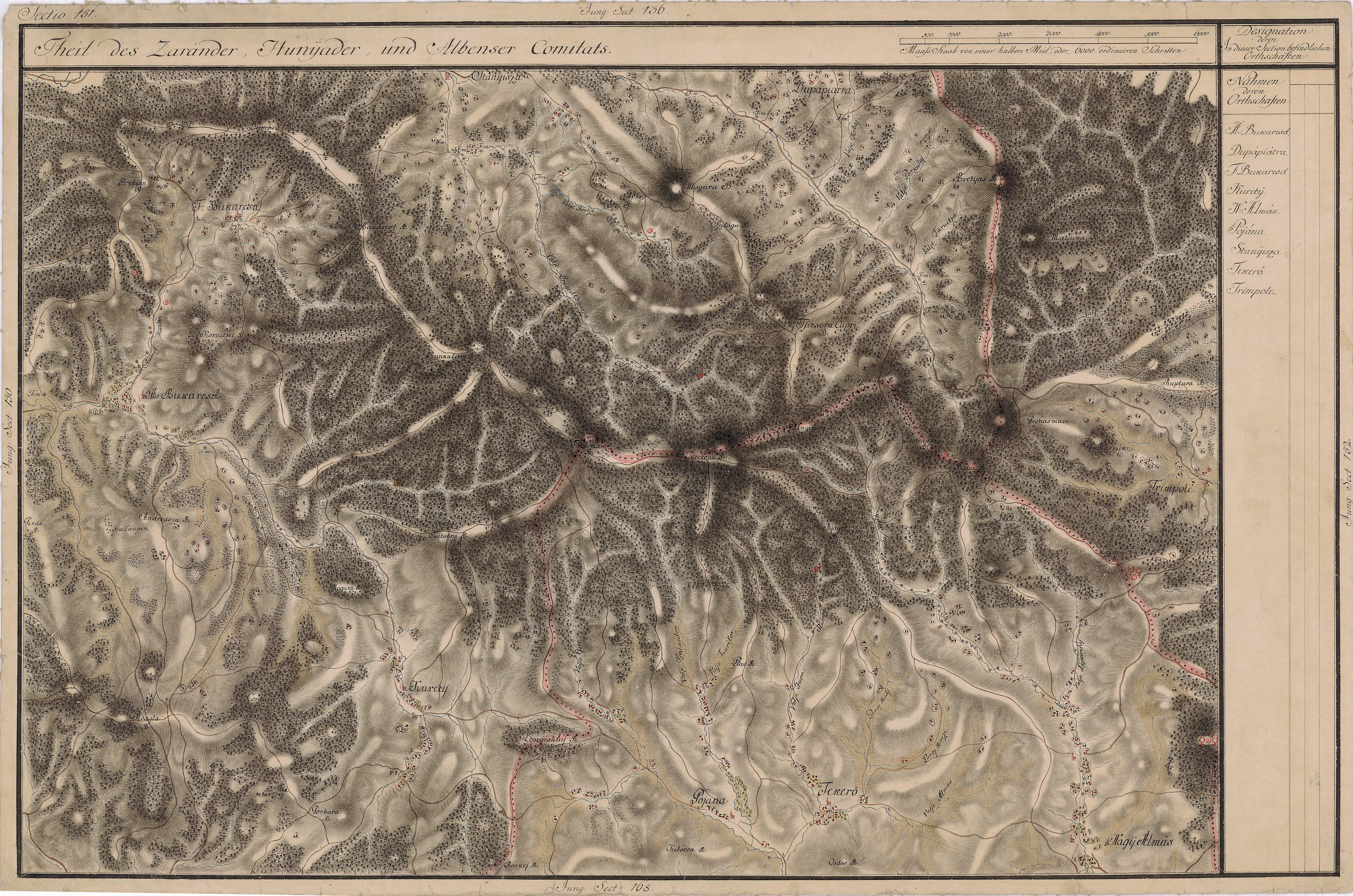
Bucium în Harta Iosefină a Transilvaniei, 1769-73

Pe teritoriul comunei există un castru roman, o necropolă din epoca stăpânirii romane, locuințe ale minerilor romani, unelte vechi de minerit, o inscripție dedicată zeului Jupiter Cimistenus (divinitate din Asia Mică) etc.
În Bucium-Șasa (Ciuculești) se găsește biserica în care a slujit ca preot greco-catolic scriitorul Ion Agârbiceanu. Tot acolo se găsește casa parohială în care a locuit Ion Agârbiceanu.

## Date economice
- Exploatări forestiere.
- Exploatări de minereuri auro-argentifere, de pirită cupriferă și de minereuri complexe.
- Important centru de cojocărie (cojoace și pieptare, frumos ornamentate), de dulgherie și de confecționare a costumelor populare.

## Obiective turistice
- Rezervația naturală „Detunata Goală” (24 ha).
- Rezervația naturală „Detunata Flocoasă” (5 ha).
- Rezervația naturală „Poiana cu narcise de la Negrileasa” (5 ha).

## Primari
- David Amariei
- Ing. Cornel Napău reales 2012

## Demografie
Componența etnică a comunei Bucium
     Români (94,65%)
     Alte etnii (0%)
     Necunoscută (5,35%)
Componența confesională a comunei Bucium
     Ortodocși (89,15%)
     Fără religie (1,89%)
     Martori ai lui Iehova (1,42%)
     Alte religii (1,65%)
     Necunoscută (5,9%)
Conform recensământului efectuat în 2021, populația comunei Bucium se ridică la 1.272 de locuitori, în scădere față de recensământul anterior din 2011, când fuseseră înregistrați 1.454 de locuitori. Majoritatea locuitorilor sunt români (94,65%), iar pentru 5,35% nu se cunoaște apartenența etnică. Din punct de vedere confesional, majoritatea locuitorilor sunt ortodocși (89,15%), cu minorități de fără religie (1,89%) și martori ai lui Iehova (1,42%), iar pentru 5,9% nu se cunoaște apartenența confesională.

## Politică și administrație
Comuna Bucium este administrată de un primar și un consiliu local compus din 9 consilieri. Primarul, Cornel Napău[*], de la Partidul Social Democrat, este în funcție din 2008. Începând cu alegerile locale din 2024, consiliul local are următoarea componență pe partide politice:
|  | Partid                          | Consilieri | Componența Consiliului | Componența Consiliului | Componența Consiliului | Componența Consiliului | Componența Consiliului |
|  | ------------------------------- | ---------- | ---------------------- | ---------------------- | ---------------------- | ---------------------- | ---------------------- |
|  | Partidul Social Democrat        | 5          |                        |                        |                        |                        |                        |
|  | Partidul Național Liberal       | 3          |                        |                        |                        |                        |                        |
|  | Alianța pentru Unirea Românilor | 1          |                        |                        |                        |                        |                        |

## Personalități
- Ion I. Agârbiceanu (1907-1971), fizician, fiu al scriitorului Ion Agârbiceanu;
- Emil Dandea (1893-1969), primar al municipiului Târgu Mureș;
- Niculae Agârbiceanu (1908 - 1991), sculptor, emigrat în Franța, fiu al scriitorului Ion Agârbiceanu.